# 釣〜りんぐ北海道
『釣〜りんぐ北海道』（つ〜りんぐほっかいどう）は、札幌テレビ放送（STV）で毎週日曜日 16:25 - 16:55（JST、開始当初は日曜日 16:55 - 17:25）に放送されていたテレビ番組。1996年5月5日にスタート、2008年3月30日に終了した。本来は釣りがメインのスポーツ番組だったが、バラエティ色が強く、『1×8いこうよ!』と並んで「STV2大バラエティ」と呼ばれていた。

## 概要
北海道内の釣りのポイントに出かけて釣りをするというのがメインだったが、それ以外にも魚介類を使った料理コーナーや、魚の生態や見分け方などの解説など、釣りをしない人にも楽しめる内容となっていた。特に料理コーナーでは居酒屋のマスターでもあったささげ敏夫が、釣れたばかりの魚を岸壁で調理するなど比較的手軽に調理できるものが多く、アウトドアの魅力を引き立てる構成になっていた。復活後の料理コーナーはささげ出演時代末期のアシスタントだった三好りさが担当し、ささげが生前に残したレシピをもとに行っていた。ロケ地も道外のみならず、海外にも出かけていた。
2003年以前は冬季間の定期放送を行わず、『釣〜りんぐウィンター』というタイトルで月1回程度放送していた。冬季の北海道ではワカサギ釣りくらいしか出来ないため、魚料理のおいしい店を紹介するなどの工夫で間を持たせていた。

### 突然の打ち切り、そして再開
番組スタート時からの出演者で、「名人」の愛称で長く親しまれていたささげが2006年3月7日に食道癌で急逝したため、2006年3月19日の放送をもって一度打ち切られた。これは放送開始当初のタイトルが『準基・ささげの釣〜りんぐ北海道』となっていたため、ささげを前面に押し出した番組だったということが背景にあったと言われている。一つのけじめを付けたSTVは後番組として中京テレビ制作の全国ネット番組『いただきマッスル!』を4月16日から遅れネットで放送していたが、番組の復活を求めるファンの声が多数寄せられ、終了時まで担当していたSTVアナウンサーの工藤準基と三好がささげの遺志を引き継ぎ、2006年5月14日より再び放送を開始、『いただきマッスル!』は土曜17時台に枠移動、さらに深夜へ移動して終了した。復活後は主に三好と工藤に加えて週替わりのSTVアナウンサーの3人で釣りを行っていた。

### レギュラー放送終了とその後
直後の番組『1×8いこうよ!』と共に人気を保ち続け『釣〜りんぐ』の視聴率は決して低くはなかったが、諸般の事情から2008年3月30日放送分『春の思い出スペシャル』（1時間スペシャル）をもってレギュラー放送を終了した。2008年3月1日から2009年3月28日には「おはよう釣〜りんぐ」として土曜5:30 - 5:59枠で傑作選再放送を実施。
2009年6月27日、末期を担当していた工藤準基と三好りさのコンビで、1年3か月ぶりに『初夏の爆釣スペシャル』として1日限りの特別番組として放送。
2017年10月から2018年9月には、どさんこワイド179内で本番組を基にした月1回のロケ企画「どさんこ釣〜りんぐ」が行われ、STVの女性アナウンサー（2017年10月-2018年3月は村雨美紀、2018年4月-9月は大慈弥レイ）が道内のベテラン釣り師とともに釣りと料理を行った。

### 備考
CS放送「釣りビジョン」でも放送しており2006年3月31日に一旦放送を終了、その後再開している。制作業務・撮影技術・編集などの業務は、「株式会社テイクワン」が行っていた。

## 出演者
工藤準基
STVアナウンサー。カレイやヒラメなど平物釣りが得意だったことから、自称「平物キング」。
三好りさ
STVスポーツ情報部キャスター（番組リポーター）。元ミスさっぽろ、元自衛官（北部方面総監部勤務）。
2001年4月から担当。番組外でもささげを師と仰ぎ慕っていた。12月31日が誕生日で、年末スペシャル放送の際には手荒い祝福を受けていた。

### 過去の出演者
ささげ敏夫
本職は居酒屋のマスター。番組では名人・師匠と呼ばれていた。
山口ひろみ
初代女性出演者。1996年 - 1997年の2年間担当。演歌歌手の山口ひろみとは無関係。
松井ちはる
2代目女性出演者。1998年 - 2000年の3年間担当。

## DVD
- 釣〜りんぐ北海道 番組10年の軌跡（2006年4月、札幌テレビ放送）
- 釣〜りんぐ北海道 ファイナルDVD 〜思い出スペシャル〜（2008年7月、ビクターエンタテインメント VIBF-5230）